# Ravedeath, 1972
Ravedeath, 1972 è il sesto album in studio del musicista di musica elettronica canadese Tim Hecker, pubblicato il 14 febbraio 2011 da Kranky. L'album è stato registrato principalmente nella chiesa di Frikirkjan, Reykjavík, con contributi di Ben Frost. Fa un uso prominente dell'organo a canne, ed è stato descritto da Hecker come "un ibrido di uno studio e un disco dal vivo." Ha ricevuto consenso universale dalla critica, con molti recensori che hanno riconosciuto l'album come il migliore di Hecker.
L'album è stato scritto da Hecker alla fine del 2010 a Montreal e Banff, in Canada. La maggior parte dell'album è stata registrata nella chiesa di Fríkirkjan, Reykjavík, in Islanda; il luogo è stato scoperto come luogo di registrazione possibile da Frost. Hecker ha registrato la maggior parte dell'album il 21 luglio 2010, suonando composizioni sull'organo a canne che sono state ulteriormente integrate da chitarra e pianoforte. Dopo questa sessione di registrazione concentrata, è tornato nel suo studio a Montreal e ha lavorato per un mese, intraprendendo il mixaggio e completando il disco. Il risultato, come descritto da Hecker, è "un ibrido di uno studio e un disco dal vivo."

## Tracce
1. The Piano Drop – 2:54
2. In the Fog I – 4:52
3. In the Fog II – 6:01
4. In the Fog III – 5:01
5. No Drums – 3:24
6. Hatred of Music I – 6:11
7. Hatred of Music II – 4:22
8. Analog Paralysis, 1978 – 3:25
9. Studio Suicide, 1980 – 3:25
10. In the Air I – 4:12
11. In the Air II – 4:08
12. In the Air III – 4:02